# Spirigerina
Spirigerina es un género de foraminífero bentónico considerado homónimo posterior de Spirigerina d'Orbigny, 1847, y sustituido por Terebralina de la familia Buliminidae, de la superfamilia Buliminoidea, del suborden Buliminina y del orden Buliminida. Su especie tipo era Spirigerina antiqua. Su rango cronoestratigráfico abarcaba el Liásico (Jurásico inferior).

## Discusión
Clasificaciones previas incluían Spirigerina en el suborden Rotaliina del orden Rotaliida.

## Clasificación
Spirigerina incluía a la siguiente especie:
- Spirigerina antiqua †, aceptada como Terebralina regularis